# كيم دونغ-جون
كيم دونغ-جون (هانغل: 김동준) هو لاعب كرة قدم كوري جنوبي في مركز حراسة المرمى، ولد في 19 ديسمبر 1994 في سون تشون في كوريا الجنوبية. شارك مع منتخب كوريا الجنوبية تحت 20 سنة لكرة القدم ومنتخب كوريا الجنوبية تحت 23 سنة لكرة القدم ومنتخب كوريا الجنوبية لكرة القدم.

## وصلات خارجية
- كيم دونغ-جون على موقع دوري كوريا الجنوبية (الإنجليزية)
- كيم دونغ-جون على موقع قاعدة بيانات كرة القدم.إي يو (الإنجليزية)
- كيم دونغ-جون على موقع Soccerway.com (الإنجليزية)
- كيم دونغ-جون على موقع أوليمبيديا (الإنجليزية)